# Yamaha XT 600
Die Yamaha XT 600 ist ein Motorrad des japanischen Motorradherstellers Yamaha, das von 1984 bis 2003 in verschiedenen Varianten gebaut wurde und die populärste Enduro dieser Zeit war.

## Modellgeschichte
Die XT 600 gilt als Allzweck-Enduro, die sowohl für den Straßeneinsatz als auch für Fahrten im Gelände geeignet ist. Mit Scheibenbremse, Vierventiltriebwerk, Mono-Federbein (Mono Cross) und zeitgemäßer 12-V-Elektrik bekam sie wesentliche Neuerungen gegenüber der 1975 eingeführten Yamaha XT 500.
Die erste XT 600 kam 1984 ein Jahr nach der XT 600 Z Ténéré auf den Markt. Hauptunterschied war neben dem Design der kompakte 11,5-Liter-Tank an Stelle des 28-Liter-„Fasses“ der Fernreise-Variante Ténéré. Das Straßenmodell Yamaha SRX 600 wurde später abgeleitet. Ab 1991 wurde die technisch schon etwas veraltete XT 600 Z Ténéré durch die wassergekühlte Yamaha XTZ 660 ersetzt, die nicht mehr über dieselbe Geländetauglichkeit wie das Vorgängermodell verfügte.
Im Lauf der Jahre wurde die XT 600 in unterschiedlichen Varianten gebaut, die sich jedoch meist nur äußerlich unterscheiden. Die wichtigste Änderung der XT 600, die bisher nur mit Kickstarter zu starten war, gab es 1990, als ein neues Modell mit modernerem Design, kürzeren Federwegen, verchromten Stahl- statt Alufelgen, nun ohne Drehzahlmesser, mit dem Auspuff als tragendem Rahmenteil, einem 13,9-Liter-Tank und einem E-Starter unter der Bezeichnung XT 600 E vorgestellt wurde. Außerdem wurde der Öltank, der sich vorher unter dem linken Seitendeckel befand, nach vorn hinter den Lenkkopf zwischen Rahmenbrücke und Unterzug verlegt. Aufgrund hoher Nachfrage kam kurz darauf wieder ein ansonsten mit der XT 600 E baugleiches Modell mit Kickstarter auf den Markt, das als XT 600 K bezeichnet wurde. 1995 lief die Modellreihe XT 600 K aus. Die Leistung der nun einzig erhältlichen XT 600 E wurde aufgrund strengerer Emissionsvorgaben um 4 Kilowatt auf 29 kW reduziert, und ein Drehzahlmesser wurde wieder im Cockpit integriert. Die Kupplungsbetätigung am Rumpfmotor wurde von der linken auf die rechte Seite verlegt, und der Endschalldämpfer war nicht mehr Teil des Heckrahmens. Die XT übersteht Laufleistungen bis zu 60.000 Kilometer ohne Motoreninstandsetzung.

## Technische Daten
- Typ: 3UW Bj. 94
- Leergewicht: 163 kg (Typ 43F, Baujahr 1984 bis 1986: 151 kg)(Typ 2KF, Baujahr 1987 bis 1989: 153 kg)
- Standrohrdurchmesser 41 mm, Federweg 255 mm vorne, 225 mm hinten (Typ 2KF 235 mm hinten)
- luftgekühlter Viertaktmotor 4-Ventiler
- ein Zylinder, stehend angeordnet
- Bohrung: 95 mm
- Hub: 84 mm
- Verdichtung: 8,5:1
- Höchstgeschwindigkeit: 135–160 km/h (je nach Modell)
- Leistung: 27–46 PS (je nach Drosselung)
- Kettenantrieb

## Modellvarianten
| Baujahr | Seriennummer | Bezeichnung    | Leistung        |
| ------- | ------------ | -------------- | --------------- |
| 1983–84 | 34L          | XT 600 Z       | 20/33 kW        |
| 1985    | 55W          | XT 600 Z       | 20/33 kW        |
| 1986–87 | 1VJ          | XT 600 Z       | 20/34 kW        |
| 1988–90 | 3AJ          | XT 600 Z       | 20/25/34 kW     |
| 1984–86 | 43F          | XT 600         | 20/33 kW        |
| 1987–89 | 2KF          | XT 600         | 33 kW           |
| 1987–89 | 2NF          | XT 600         | begr. auf 20 kW |
| 1990–94 | 3UW          | XT 600 E und K | begr. auf 20 kW |
| 1990–94 | 3TB          | XT 600 E und K | 33 kW           |
| 1995–97 | 3TB          | XT 600 E       | 25/29 kW        |
| 1997–99 | DJ01         | XT 600 E       | 25/29 kW        |
| 1999–03 | DJ02         | XT 600 E       | 25/29 kW        |

## Kritiken
„Die Yamaha XT 600 E trieft auf jeden Fall nicht vor lauter dicker Farbe und glänzendem Chrom. Sie ist jedoch robust, dauerhaft und zuverlässig. Für die Stadt optimal, auf der Landstraße spassig. Das sind die positiven Seiten. Für die lange Reise muß man allerdings Geduld mitbringen, hier muß man es gemütlich angehen.“